# USM U. Schärer Fils
USM U. Schärer Söhne AG est une entreprise suisse spécialisée dans les systèmes d'aménagement pour l’habitat et l’espace professionnel. Elle a son siège à Münsingen, dans le canton de Berne. Fondée en Suisse en 1885, elle est connue principalement pour son produit USM Haller créé en 1963 par Paul Schärer junior et l’architecte suisse Fritz Haller.

## Histoire
L'entreprise est créée en 1885 à Münsingen en Suisse par Ulrich Schärer. Spécialisée à ses débuts dans la fabrication de ferrure à l’usage des fenêtres, USM étend son marché à la construction métallique et au travail de la tôle à la fin de la Seconde Guerre mondiale.
En 1961, Paul Schärer junior, petit-fils du fondateur, confie la réalisation de nouveaux locaux à l'architecte suisse Fritz Haller. Celui-ci conçoit un bâtiment moderne à ossature d’acier modulable, capable de s’agrandir en fonction des besoins de l’entreprise. En 1963 Paul Schärer junior et Fritz Haller déclinent ce concept d’architecture modulable en mobilier, donnant naissance au produit iconique de l’entreprise, USM Haller.
USM Haller est devenu une référence du design moderne et depuis 1988 est considérée comme une œuvre d'art appliqué, protégée par le droit d'auteur. En 2001, USM Haller a intégré la collection permanente du  Museum of Modern Art à New York,.